# Rockelsta

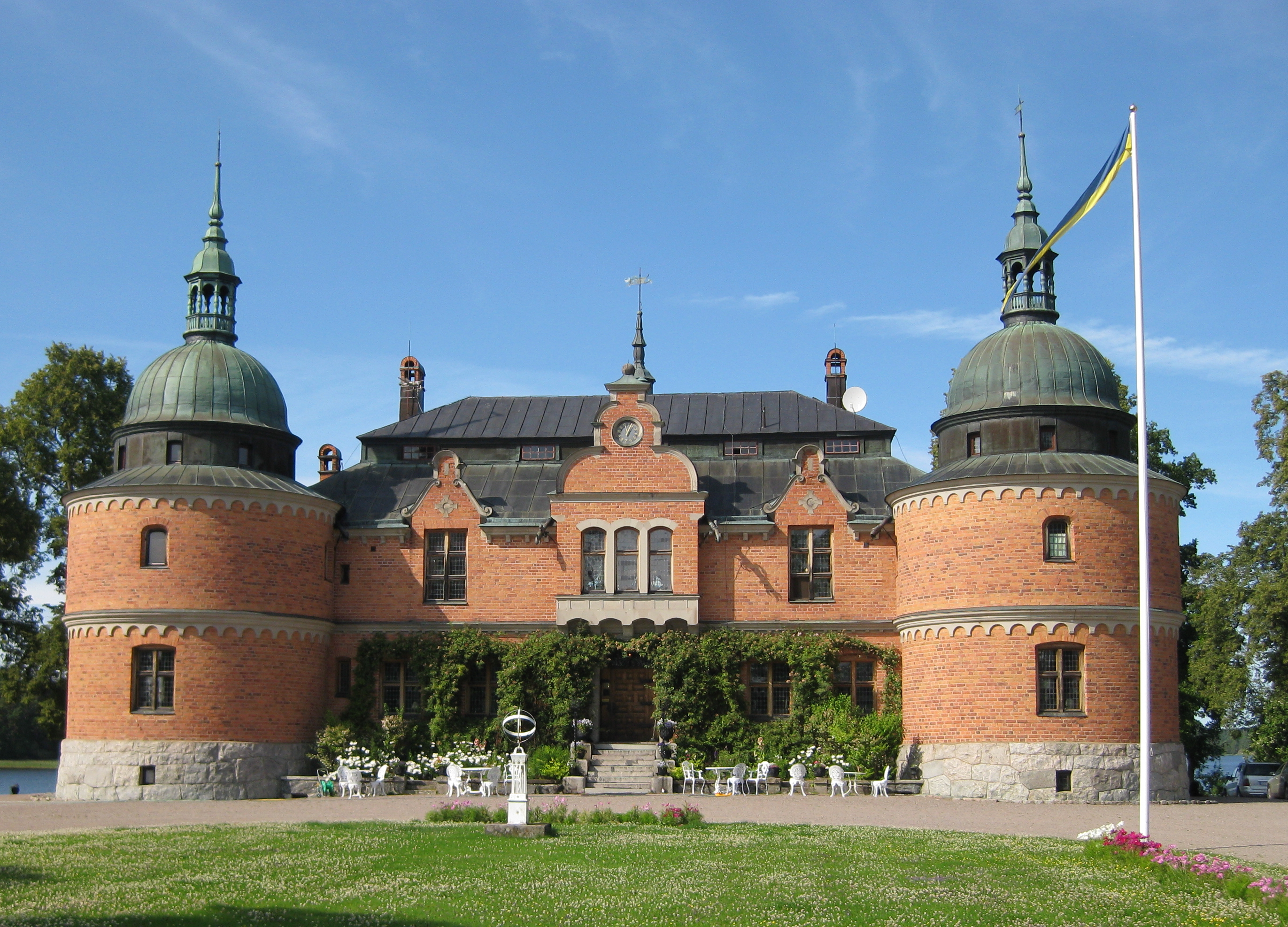
Kasteel Rockelsta

Rockelsta (soms ook Rockelstad of Råckelsta) is een kasteel te Södermanland, Zweden.
Rockelsta is een romantisch kasteel in neorenaissance stijl.
Rockelsta was al een kasteel rond 1300. Het werd rond 1500 verbouwd door Johan Persson Bååt, voorvader van de vrouw van Axel Oxenstierna. Ook Karel IX van Zweden en Hans Stuart woonden er. In 1642 liet David Stuart alles afbreken en nieuw opbouwen. De vier torens werden in 1889 bijgebouwd door de rijke koopman Carl Sylvan.
In 1899 kocht graaf Gustav von Rosen het kasteel voor zijn zoon graaf Eric von Rosen die er in 1900 introk.
Het park is aangelegd door Rudolf Abelin.
Het interieur huisvest een etnografische verzameling van Eric von Rosen.
De huidige eigenaars sinds 1973, Christer en Helene von Post wonen op het kasteel, maar verhuren het geheel of gedeeltelijk voor huwelijken of evenementen.
De landerijen rond het kasteel worden sinds 2004 beheerd door Fredrik en Anna von Post.